# Майкл Пенья
Майкл Ентоні Пенья (англ. Michael Anthony Peña; нар. 13 січня 1976, Чикаго) — американський актор.

## Біографія
Майкл Пенья народився 13 січня 1976 року в Чикаго, штат Іллінойс. Батько Елеутеріо Пенья, працював на заводі, мати Ніколаса — соціальний працівник. Батьки родом із Мексики, його мати з міста Чаркас, штат Сан-Луїс-Потосі, а батько з міста Вілья-Пуріфікасьон, штат Халіско.

## Кар'єра
Майкл почав зніматися в кіно та на телебаченні з 1994 року, але привернув увагу кінокритиків у 2004 році коли знявся у фільмах «Крихітка на мільйон доларів» і «Зіткнення». У 2006 році знявся у фільмі Олівера Стоуна «Всесвітній торговий центр», заснованого на подіях 11 вересня 2001 року. Також знімався у таких фільмах, як «Стрілець» (2007), «Типу крутий охоронець» (2009), «Патруль» (2012), «Людина-мураха» (2015), «Острів фантазій» (2020) тощо; в першому сезоні серіалу «Нарко: Мексика» виконав роль агента УБН Кікі Камарена.

## Особисте життя
Майкл Пенья одружений із Брі Шаффер (з 2006), у вересні 2008 року у них народився син, якого назвали Романом. Послідовник саєнтології з 2000 року.

## Фільмографія
| Рік       |    | Українська назва                         | Оригінальна назва                 | Роль                           |
| --------- | -- | ---------------------------------------- | --------------------------------- | ------------------------------ |
| 1996      | с  | Поліцейські на велосипедах               | Pacific Blue                      | Ребіт                          |
| 1996      | ф  | Мої дорогі американці                    | My Fellow Americans               | Ернесто                        |
| 1997—2004 | с  | Поліція Нью-Йорка                        | NYPD Blue                         | Вілмер Лопес / Ферден          |
| 1997      | с  | Дотик ангела                             | Touched by an Angel               | Рейнальдо Естес                |
| 1998      | ф  | Процес знищення                          | La Cucaracha                      | санітар                        |
| 1998      | с  | Вартовий                                 | The Sentinel                      | Джонні                         |
| 1998      | с  | Сьоме небо                               | 7th Heaven                        | Роджер                         |
| 1999—2000 | с  | Фелісіті                                 | Felicity                          | Брайан Берк                    |
| 2000      | ф  | Викрасти за 60 секунд                    | Gone in Sixty Seconds             | Ігнасіо                        |
| 2001      | ф  | Солдати Буффало                          | Buffalo Soldiers                  | Гарсія                         |
| 2003      | с  | Зона сутінків                            | The Twilight Zone                 | Ной                            |
| 2003      | ф  | Сполучені штати Ліланда                  | The United States of Leland       | Гільєрмо                       |
| 2004      | ф  | Зіткнення                                | Crash                             | Деніел                         |
| 2004      | ф  | Крихітка на мільйон доларів              | Million Dollar Baby               | Омар                           |
| 2005      | с  | CSI: Місце злочину                       | CSI: Crime Scene Investigation    | Хуаніто Конча                  |
| 2005      | с  | Щит                                      | The Shield                        | Армандо Рента                  |
| 2006      | ф  | П'ятдесят таблеток                       | Fifty Pills                       | Едуардо                        |
| 2006      | ф  | Вавилон                                  | Babel                             | офіцер Джон                    |
| 2006      | ф  | Всесвітній торговий центр                | World Trade Center                | Вілл Джимено                   |
| 2007      | ф  | Стрілець                                 | Shooter                           | Нік Мемфіс                     |
| 2007      | ф  | Леви для ягнят                           | Lions for Lambs                   | Ернест Родрігес                |
| 2008      | ф  | Крутий поворот                           | The Lucky Ones                    | ТК                             |
| 2008      | с  | Мене звати Ерл                           | My Name Is Earl                   | Кіркус                         |
| 2009      | ф  | Типу крутий охоронець                    | Observe and Report                | Денніс                         |
| 2009      | ф  | Мій сину, мій сину, що ти наробив        | My Son, My Son, What Have Ye Done | детектив Варгас                |
| 2010      | ф  | Усе чудово                               | Everything Must Go                | Френк Гарсіа                   |
| 2011—2013 | мс | Американський тато!                      | American Dad!                     | Магуріте                       |
| 2011      | ф  | Глобальне вторгнення: Битва Лос-Анджелес | Battle: Los Angeles               | Джо Рінкон                     |
| 2011      | ф  | Адвокат на лінкольні                     | The Lincoln Lawyer                | Хесус Мартінес                 |
| 2011      | ф  | Добрий лікар                             | The Good Doctor                   | Джиммі                         |
| 2011      | ф  | Встигнути за 30 хвилин                   | 30 Minutes or Less                | Чанго                          |
| 2011      | ф  | Як обікрасти хмарочос                    | Tower Heist                       | Рік Меллой                     |
| 2012      | ф  | Патруль                                  | End of Watch                      | Майк Завала                    |
| 2013      | ф  | Американська афера                       | American Hustle                   | Пако Ернандес / Шейх Абдулла   |
| 2013      | ф  | Мисливці на гангстерів                   | Gangster Squad                    | Детектив Навідад Рамірес       |
| 2013      | мф | Турбо                                    | Turbo                             | Тіто                           |
| 2014      | ф  | Лють                                     | Fury                              | Тріні "Гордо" Гарсія           |
| 2015      | ф  | Людина-мураха                            | Ant-Man                           | Луіс                           |
| 2015      | ф  | Записки Ватикану                         | The Vatican Tapes                 | отець Оскар Лозано             |
| 2015      | ф  | Канікули                                 | Vacation                          | коп з Нью-Мексико              |
| 2015      | ф  | Марсіанин                                | The Martian                       | Майор Рік Мартінез             |
| 2015      | мф | До пекла і назад                         | Hell and Back                     | Демон Абігор (голос)           |
| 2016      | ф  | Війна проти всіх                         | War on Everyone                   | Боб Боланьо                    |
| 2016      | ф  | Прихована краса                          | Collateral Beauty                 | Саймон                         |
| 2017      | ф  | Каліфорнійський дорожній патруль         | CHiPs                             | Франк 'Понч' Пончерелло        |
| 2017      | мф | Lego Фільм: Ніндзяго                     | The Lego Ninjago Movie            | Кай (голос)                    |
| 2017      | мф | My Little Pony у кіно                    | My Little Pony: The Movie         | Ґраббер (голос)                |
| 2018      | ф  | 12 мужніх                                | 12 Strong                         | Сем Ділер                      |
| 2018      | ф  | Складки часу                             | A Wrinkle in Time                 | Червоний                       |
| 2018      | ф  | Людина-мураха та Оса                     | Ant-Man and the Wasp              | Луїс                           |
| 2018      | ф  | Занепад цивілізації                      | Extinction                        | Пітер                          |
| 2018      | мф | Наступне покоління                       | Next Gen                          | Момо (голос)                   |
| 2018      | ф  | Наркокур'єр                              | The Mule                          | Тревіно                        |
| 2019      | ф  | Дора і загублене місто                   | Dora and the Lost City of Gold    | батько Дори                    |
| 2019      | ф  | Джексі                                   | Jexi                              | Кай, бос Філа                  |
| 2020      | ф  | Острів фантазій                          | Fantasy Island                    | містер Рорк, хранитель острова |
| 2018—2020 | с  | Нарко: Мексика                           | Narcos: Mexico                    | Кікі Камарена, агент УБН       |
| 2021      | ф  | Том і Джеррі                             | Tom & Jerry                       | Терренс Мендоза                |
| 2022      | ф  | Падіння Місяця                           | Moonfall                          | Том Лопес                      |
| 2022      | ф  | Таємний штаб                             | Secret Headquarters               | Ансель Аргон                   |
| 2023      | с  | Джек Раян                                | Jack Ryan                         | Домінго Чавес                  |
| 2023      | ф  | За мільйон миль                          | A Million Miles Away              | Хосе М. Ернандес               |
| 2025      | ф  | Профі                                    | A Working Man                     | Джо Гарсія                     |